# François Bizot
François Bizot (sinh ngày 8 tháng 2 năm 1940) là một nhà nhân chủng học người Pháp, người phương Tây duy nhất sống sót sau khi bị Khmer Đỏ cầm tù.

## Đặt chân đến Campuchia
Bizot đến Campuchia vào năm 1965 để học hỏi giáo lý Phật giáo ở vùng nông thôn. Ông đã đi du lịch khắp Campuchia, nghiên cứu lịch sử và phong tục tập quán dưới sự bao trùm của tôn giáo. Ông nói tiếng Khmer, tiếng Pháp và tiếng Anh trôi chảy và đã kết hôn với một người Campuchia có một cô con gái tên là Hélène vào năm 1968. Khi chiến tranh Việt Nam tràn vào đất nước Campuchia, Bizot đã được tuyển dụng vào làm tại Phòng Bảo tồn Angkor, chuyên phục hồi đồ gốm sứ và đồ đồng.
Bizot, ban đầu, hoan nghênh sự can thiệp của Mỹ vào Campuchia, hy vọng rằng họ có thể chống lại ảnh hưởng đang gia tăng của Cộng sản. "Nhưng sự vô trách nhiệm của họ, sự ngây thơ không thể giải thích được, thậm chí là sự hoài nghi của họ, thường làm dấy lên sự giận dữ và phẫn nộ trong tôi nhiều hơn là những lời dối trá của Cộng sản. Trong suốt những năm chiến tranh, khi tôi điên cuồng lùng sục khắp vùng nội địa để tìm ra những bản thảo cũ mà những người đứng đầu các tu viện đã giấu trong những chiếc rương sơn mài, tôi đã chứng kiến sự trơ trọi của người Mỹ đối với tình hình thực tế của Campuchia" Bizot đã viết trong hồi ký của ông về thời điểm đó.

## Bị Khmer Đỏ bắt giữ
Vào tháng 10 năm 1971, Bizot và hai đồng nghiệp người Campuchia đã bị Khmer Đỏ bắt giữ. Trong thời gian bị giam cầm với tội danh là điệp viên CIA tại Trại Khmer Đỏ M.13 tại Anlong Veng, ông đã phát triển một mối quan hệ gần gũi kỳ lạ với người bắt giữ mình là Đồng chí Duch, kẻ về sau trở thành Giám đốc trại tập trung Tuol Sleng khét tiếng ở Phnôm Pênh. Trong ba tháng bị giam cầm, ông đã hiểu rõ được bản chất diệt chủng thực sự của Khmer Đỏ từ lâu trước những người ngoài cuộc khác. Cuối cùng, ông được thả ra vào tháng 12 năm 1971 sau khi Duch viết một báo cáo chi tiết thuyết phục giới lãnh đạo Khmer Đỏ về sự vô tội của Bizot. Ông là người Tây phương duy nhất được biết sống sót sau khi bị Khmer Đỏ cầm tù. Các đồng nghiệp Campuchia của Bizot đã bị xử tử ngay sau khi Bizot được trả tự do.

## Sống trong cảnh giam cầm
Khi Khmer Đỏ tràn vào thủ đô Phnôm Pênh vào tháng 4 năm 1975, Bizot, giống như hầu hết những người nước ngoài khác trong nước, bị thương trong Đại sứ quán Pháp ở Phnôm Pênh. Vì thông thạo tiếng Khmer, ông sớm trở thành điểm liên lạc chính và dịch giả không chính thức giữa các quan chức đại sứ quán và Khmer Đỏ. Ông rời khỏi Campuchia khi Khmer Đỏ trục xuất tất cả người nước ngoài và phong tỏa biên giới Campuchia. Ông trở về Campuchia năm 2003 và gặp lại Duch trước đây, người đang chờ phiên tòa xét xử tội ác chống lại loài người, trong khoảng một tiếng rưỡi (vài phút cuộc gặp gỡ được đưa lên phim). Những khoảnh khắc này có thể được nhìn thấy trong bộ phim tài liệu mang tên "Derrière Le Portail" ("Behind The Gate"). Đồng chí Duch đã bị đưa ra xét xử tại Toà án Khmer Đỏ và nhận bản án 35 năm, sau đó được tăng lên từ cuộc kháng cáo.  Bizot là nhân chứng đầu tiên làm chứng tại phiên tòa này.
Bizot là giáo sư danh dự tại Viện Viễn Đông Bác cổ.

## Ảnh hưởng văn hóa
Câu chuyện của Bizot cung cấp nền tảng cho nhân vật Hanssen trong cuốn tiểu thuyết The Secret Pilgrim của nhà văn John le Carré.